# Charlotte von Lengefeld
Charlotte Luise Antoinette von Lengefeld, appelée aussi Charlotte von Schiller, née le 22 novembre 1766 et morte le 9 juillet 1826, est une romancière allemande.

## Biographie

### Jeunesse
Charlotte von Lengefeld est née à Rudolstadt (principauté de Schwarzbourg-Rudolstadt) dans une famille noble et a reçu une éducation adaptée à une vie à la cour ducale de Weimar. Son père est Carl Christoph von Lengefeld (1715-1775), administrateur forestier de Louis-Gonthier II de Schwarzbourg-Rudolstadt, et sa mère est Louise Juliane Eleonore Friederike von Wurmb (1743-1823). Jeune, elle est introduite dans les cercles littéraires de Weimar. Elle se lie d'amitié avec Charlotte von Stein, qui est au centre du cercle du classicisme de Weimar en tant qu'amie de Schiller et maîtresse de Johann Wolfgang von Goethe. Stein se confie à elle tout au long de sa relation complexe avec Goethe.
Elle est la sœur de Caroline von Beulwitz.

### Mariage avec Schiller
Lengefeld rencontre pour la première fois Friedrich von Schiller, alors poète peu connu et désargenté, en 1785, par l'intermédiaire de sa sœur aînée Caroline et de son cousin Wilhelm von Wolzogen, qui deviendra plus tard le second mari de Caroline. Ils entament une correspondance en 1788 et, aidé par les Lengefeld, Schiller, qui sort d'une relation passionnée avec Charlotte von Kalb, s'installe près de Rudolstadt peu après. Il semble lui avoir fait part de son affection cette année-là, bien qu'elle ait été confirmée par Caroline l'été suivant ; Schiller écrit à Charlotte en août 1789 : « Dois-je espérer que Caroline a lu dans votre âme et répondu de votre cœur ce que je n'ai pas osé avouer ? Oh combien il m'a été difficile de garder ce secret que j'étais obligé de taire dès le début de notre connaissance ».
La nature précise de la relation de Schiller avec les deux sœurs a été contestée. Dans le roman ultérieur de Caroline, Agnes von Lilien, les deux femmes poursuivent toutes deux une relation avec un jeune baron, et les critiques se sont demandé s'il fallait comprendre le triangle amoureux du roman comme un reflet de Caroline, Charlotte et Schiller (les critiques plus récents sont moins enclins à le faire). Les lettres publiées plus tard, tirées de la correspondance de Schiller avec Charlotte, sont à la fois profondément affectueuses et lettrées ; selon Edward Bulwer-Lytton, l'admiration de Lengefeld pour les premières œuvres de Schiller, en particulier Les artistes, a joué un rôle important dans leur cour.
Charlotte von Lengefeld épouse Friedrich von Schiller en 1790 ; le couple aura quatre enfants : Karl Ludwig Friedrich (de) (1793-1857), Ernst Friedrich Wilhelm (de) (1796-1841), Karoline Luise Friederike Schiller (1799-1850) et Emilie Henriette Luise (1804-1872). Elle décède à Bonn le 9 juillet 1826.

## Œuvres
Bien qu'elle n'ait jamais été publiée de son vivant, Lengefeld a été écrivaine toute sa vie. Les lettres qu'elle a écrites à son mari, à sa sœur, à Stein, à Goethe et à d'autres personnes ont été publiées dans de nombreuses éditions,.
Elle a également été identifiée comme l'auteure de plusieurs œuvres trouvées dans les papiers de son mari et incluses à titre posthume dans des éditions rassemblées aux côtés de son œuvre, notamment le roman Die heimliche Heirat (Le mariage secret). Comme d'autres femmes du cercle Goethe-Schiller, Lengefeld a fait l'objet d'une attention accrue de la part de la critique ; la critique Gaby Pailer a écrit le premier livre scientifique complet sur sa vie et son œuvre, publié en 2009.